# Palais Verdala
Le palais Verdala (en maltais : Palazz Verdala ; en anglais : Verdala Palace) est une résidence de campagne située à Is-Siġġiewi, réalisée sur les plans de Ġlormu Cassar en 1586 à la demande du grand maître de l'ordre de Saint-Jean de Jérusalem Hugues Loubens de Verdalle. Le palais a été embelli au fil des ans par les grands maîtres Jean-Paul de Lascaris-Castellar (1636-1657) et António Manoel de Vilhena (1722-1736).

## Historique
Cette demeure fortifiée en forme de tour entourée de douves sèches est construite sur le site d'un pavillon de chasse qui appartenait au grand maître Jean de Valette (1557-1568) sur une butte dans les jardins du Bosquet.
Les troupes françaises d'occupation en avaient fait une prison qui deviendra en 1800 la prison des soldats français qui s'étaient rendus aux forces malto-britanniques. Ensuite, le bâtiment est utilisé pendant un certain temps comme usine de soie avant de tomber en désuétude et d'être fermé. Le gouverneur sir Frederick Cavendish Ponsonby (1827-1836) commença la restauration de l'édifice, mais le palais Verdala a été entièrement restauré par le gouverneur Sir William Reid, en 1858, pour en faire la résidence d'été officielle des gouverneurs de Malte.
En 1939, au début de la Seconde Guerre mondiale, le palais a été utilisé comme dépôt pour les collections du Musée national des Beaux-Arts. À partir de 1982, le palais Verdala est réservé aux réceptions officielles d'État. En 1987, le président Paul Xuereb en a fait la résidence d'été des présidents de la République. Il est généralement fermé au public, sauf pour le bal de charité, le Ball of the August Moon (bal de la lune d'août), qui a lieu chaque année au profit de la Malta Community Chest Fund.
Le site du palais a également servi de lieu de tournage pour certaines scènes de la série télévisée à succès Game of Thrones, représentant la maison d'Illyrio Mopatis à Pentos où Khal Drogo et Daenerys Targaryen se rencontrent pour la première fois.